# Покрівельна черепаха
Покрівельна черепаха (Pangshura) — рід черепах з родини Азійські прісноводні черепахи підряду Прихованошийні черепахи. Має 4 види.

## Опис
Загальна довжина представників цього роду коливається від 20 до 26,5 см. Спостерігається статевий диморфізм: самиці більші за самців. Голова невелика, морда витягнута. Очі великі. Шия коротка. Панцир відносно плаский. Карапакс за формою нагадує дах будинку або стріху. Уздовж хребта проходить зубчатий кіль. Найпоказовішим є четвертий хребець, який гостро тягнеться догори. Хвіст довгий та товстий.
Боки голови та потилиця яскраво забарвлені. Панцир забарвлено у темні кольори, здебільшого коричневий, сірий, бурий. Зустрічаються особини із зеленим карапаксом. Черево має червонуватий або жовтий колір.

## Спосіб життя
Полюбляють чисті прісні водойми. Гарно плавають та пірнають. Харчуються водяними й наземними рослинами, дрібними ссавцями, ракоподібними, рибою.
Самиці відкладають до 15 яєць.
Часто цих черепах тримають у тераріумах.

## Розповсюдження
Мешкають у Пакистані, Індії, Непалі та Бангладеш.

## Види
- Pangshura smithii
- Pangshura sylhetensis
- Pangshura tecta
- Pangshura tentoria